# Iglesia de San Pablo (Bergen)
La Iglesia de San Pablo (en noruego: Sankt Paul kirke) es una iglesia católica en Bergen, Noruega. Se encuentra en la calle Christies y la calle Nygård entre Lille  Lungegårdsvann y Nygårdshøyden.
La parroquia católica de Bergen incluye Hordaland (excluyendo Sunnhordland) y Sogn og Fjordane, y fue creada en 1858, pero la iglesia no llegó hasta 1870. Para el 31 de diciembre de 2004 había 4.044 católicos registrados en Bergen. 5 años después, la cifra aumentó a 7300 creyentes. Además, volvió a aumentar a más de 12.000 en 2012. Hay también una escuela católica en Bergen, la Escuela de San Pablo, el 60% de los estudiantes de esta escuela son católicos.